# Henri Seyrig
Henri Arnold Seyrig (Héricourt, 10 novembre 1895 – Neuchâtel, 21 gennaio 1973) è stato un archeologo, numismatico e storico francese.

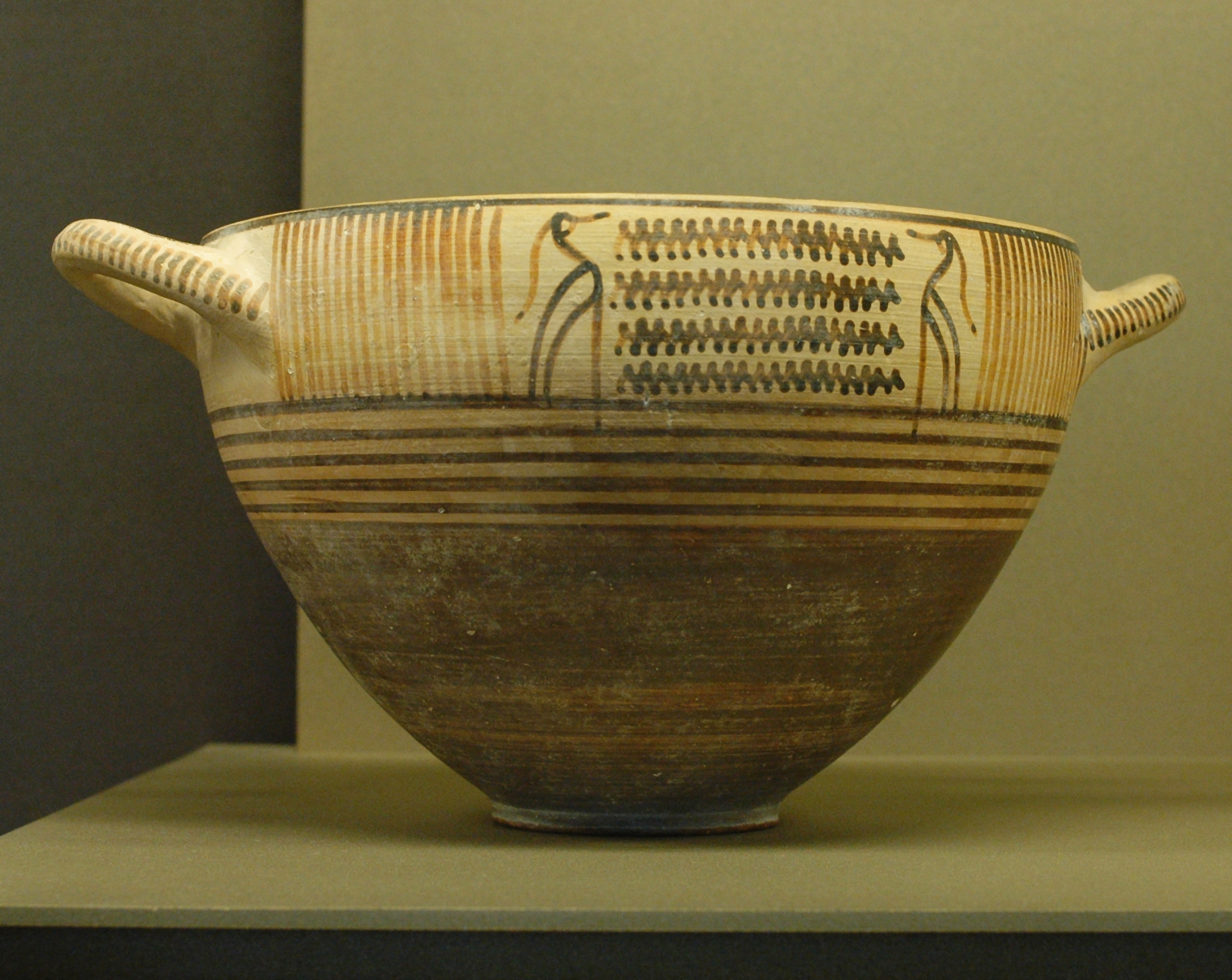
Skyphos corinzio, ca. 740 a.C.; legato di Henri Seyrig al Louvre.

È stato dal 1929 il direttore dell'amministrazione delle antichità durante il Mandato francese della Siria e del Libano e ha fondato l'Institut français d'archéologie du Proche-Orient a Beirut.

## Biografia
Seyrig è nato da Abel Seyrig, generale del corpo forestale, e Julia de Lacroix, una famiglia di alta borghesia, calvinista. Suo nonno era l'ingegnere Théophile Seyrig. Nell'allora tedesca Alsazia, frequentò dapprima una scuola tedesca a Mülhausen, poi andò, come interno, alla protestante École des Roches in Alta Normandia. Completò la sua formazione inglese nel 1913 a Oxford.
Durante la prima guerra mondiale Seyrig fu impiegato come soldato nell'esercito francese alla battaglia di Verdun e decorato con la Croix de Guerre. Nel 1917 era al fronte turco presso Salonicco e quindi entrò in contatto con il mondo antico. Dopo gli studi alla Sorbonne con Victor Bérard (1864-1931), ottenne nel 1922 l'Agrégation e vinse un concorso come membro dell'École française d'Athènes in Grecia, dove rimase per sette anni e di cui diventò nel 1928 il segretario generale.
Nel 1929 Seyrig, su raccomandazione di René Dussaud, fu nominato successore di Charles Virolleaud alla carica di „Directeur général des Antiquités de Syrie et du Liban“ a Beirut. Siria e Libano erano dal 1922 un mandato francese. Seyrig stese la legge sulle antichità adottata dall'Alto commissario per Siria e Libano il 7 novembre 1933 e i relativi regolamenti d'attuazione (Réglement sur les Antiquités), creò le regole per la divisione dei reperti e presentò le licenze di scavo. Contribuì alla creazione di musei a Beirut (Musée national de Beyrouth, 1942) e Damasco (Musée national de Damas, 1936), nonché di musei locali a As-Suwaida, Hauran, Palmira, Aleppo (1931) e Laodicea.
Con i grandi progetti internazionali di archeologia al santuario di Baalbek, a Palmira e a Krak des Chevaliers, ha fatto sì che gli insediamenti moderni fossero estromessi a favore degli scavi. Dopo la capitolazione francese del giugno 1940 in Europa e prima della Campagna di Siria e Libano nel giugno 1941 Seyrig si recò prima in Messico e poi a New York, dove lavorò con le Forces françaises libres. Dopo la fine della guerra tornò a Beirut e fu per venti anni direttore dell'"Institut français d'archéologie du Proche-Orient" (IFAPO)).
Personalità riconosciuta, il cui nome resta associato a grandi ricerche archeologiche, è stato direttore dei musei di Francia e dell'École du Louvre dal 1960 al 1962 su richiesta di André Malraux, ministro della cultura di De Gaulle. Seyrig aveva forti legami con progetti di ricerca negli USA e fu, tra il 1964 e il 1969 più volte ricercatore ospite all'Institute for Advanced Study a Princeton. Nel 1967 andò in pensione e si trasferì da Beirut alla Svizzera; il suo successore a Beirut Daniel Schlumberger.
Espressione d'una figura fuori del comune, Henri Seyrig ha frequentato numerose personalità culturali e artistiche del suo secolo: Henri Matisse, Fernand Léger, Joan Miró, Tanguy, Calder, Matta, Aimé Césaire, André Breton, Le Corbusier… Seyrig aveva sposato nel 1930 Hermine de Saussure, una discendente di Saussure. La figlia Delphine Seyrig, che è stata attrice e regista, nacque nel 1932 a Beirut.
Seyrig divenne nel 1952 membro dell'Académie des Inscriptions et Belles-Lettres. I numismatici lo hanno onorato nel 1952 con la Archer M. Huntington Medal e nel 1961 con la Medaglia della Royal Numismatic Society. Seyrig raccolse una grande collezione di bullae bizantine, che si trovano oggi al Cabinet des Médailles a Parigi; alcune antichità di sua proprietà furono donate al Louvre.

## Scritti (selezione)
- Antiquites syriennes. Serie 2-6. Geuthner, Paris 1934-1966.
- Cachets d'archives publiques de quelques villes de la Syrie romaine. Beirut 1940.